# Silvestre Revueltas
Silvestre Revueltas (født 31. december 1899 i Santiago Papasquiaro, Mexico – død 5. oktober 1940 i Mexico City, Mexico) var en mexicansk komponist.
Han var en farverig komponist, hvis rytmiske musik er stærkt påvirket af mexicansk folkemusik. Har skrevet orkesterværker, ballet- og filmmusik samt sange.
F.eks. hans berømte orkesterværker Sensemayá og Mayan Night.